# Beach soccer ai Giochi europei
Il beach soccer è inserito nel programma dei Giochi europei sin dall'edizione inaugurale che si è svolta nel 2015.

## Edizioni
| Giochi | Anno | Sede     | Gare |
| ------ | ---- | -------- | ---- |
| I      | 2015 | Baku     | 1    |
| II     | 2019 | Minsk    | 1    |
| III    | 2023 | Cracovia | 2    |

## Medagliere complessivo
Aggiornato alla seconda edizione
| Pos.   | Paese      | Oro | Argento | Bronzo | Totale |
| ------ | ---------- | --- | ------- | ------ | ------ |
| 1      | Portogallo | 1   | 0       | 2      | 3      |
| 2      | Spagna     | 1   | 1       | 1      | 3      |
| 3      | Svizzera   | 1   | 0       | 1      | 2      |
| 4      | Russia     | 1   | 0       | 0      | 1      |
| 5      | Italia     | 0   | 2       | 0      | 2      |
| 6      | Ucraina    | 0   | 1       | 0      | 1      |
| Totale | Totale     | 4   | 4       | 3      | 12     |